# Acrylamide
L'acrylamide ou 2-propénamide (amide acrylique) est un composé organique de formule brute C3H5NO.
L'acrylamide est une substance CMR (cancérogène, mutagène et reprotoxique). Il est classé parmi les composés du groupe 2A (agents probablement cancérogènes) selon la classification du CIRC.
Il est considéré par l'OMS comme présentant un risque pour la santé humaine et fait partie de la Liste EPA des substances extrêmement dangereuses. Il se forme spontanément lors de la cuisson (four, friture, rôtissage, etc.) à haute température (supérieure à 120 °C) d'aliments riches en glucides (amidon, sucres) et en protéines.

## Utilisations
L'acrylamide est utilisé en industrie dans la synthèse de polymères : les polyacrylamides. Ces derniers peuvent être utilisés comme liant, épaississant ou floculant dans le ciment, les emballages alimentaires et les produits de plastique employés en laboratoire ou même dans la préparation de pesticides et de cosmétiques.
- Dans le domaine des sciences et techniques, ce produit est très utilisé en biologie moléculaire. On utilise l'acrylamide polymérisé (polyacrylamide) pour réaliser des électrophorèses.
- En chimie des polymères, il peut être utilisé comme monomère participant à la formation de polymères réticulés (voire de gels réticulés selon les protocoles employés)[10].
- Dans le domaine du traitement des eaux usées, le polyacrylamide est utilisé dans le monde entier pour améliorer la floculation.
- Dans le domaine de l'agriculture, l'industrie agropharmaceutique et l'agriculture utilisent son polymère (le polyacrylamide) comme additif d'herbicides commerciaux (le polyacrylamide constitue de 25 à 30 % des solutions épandues de produits tels que le Roundup, l'herbicide phare de Monsanto ; il sert dans ce cas d'épaississant et de tensioactif au glyphosate qui en est la matière active, pour limiter l'évaporation et la dérive dans l'air lors des pulvérisations sur les champs ou prairies à désherber)[11].

De l'acrylamide peut être produit dans les légumes et l'environnement par dégradation du polyacrylamide, sous l'action de la lumière ou de la chaleur.

## Acrylamide dans l'alimentation
La formation de l'acrylamide dépend de la température de cuisson, de la teneur en eau de l'environnement de cuisson et du contenu en glucides et protéines des aliments. L'acrylamide serait le plus souvent synthétisé à partir de deux précurseurs ; l'asparagine (un acide aminé), quand il entre en réaction avec un autre précurseur qui est un sucre (comme le glucose), suivant une réaction dite « réaction de Maillard », du nom du chimiste français qui l'a identifiée pour la première fois. C'est justement cette réaction qui donne aux aliments frits leur goût, leur consistance et leur couleur brune si caractéristiques.
Les aliments les plus concernés par cette formation seraient d'abord les produits à base de céréales et de pommes de terre (tels que les chips ou les frites), les pains et pâtisseries et généralement tous les produits soumis à des températures élevées comme le café ou les amandes grillées lors de la torréfaction. On sait depuis quelques années que de l'acrylamide apparaît « spontanément » lors de la cuisson de certains aliments à plus de 120 °C.
En 2002, des experts de l'organisation mondiale de la santé (OMS) se sont inquiétés du constat que des légumes cuits présentaient eux aussi des niveaux significatifs et préoccupants d'acrylamide. Une explication à ce fait pourrait être l'apparition d'acrylamide issu de la dégradation naturelle du polyacrylamide utilisé comme agent épaississant de certaines formules commerciales d'herbicides (Roundup). Ce produit étant abondamment utilisé comme additif au glyphosate dans le Roundup, lequel est très utilisé sur la plupart des cultures transgéniques, il est source de préoccupation pour écotoxicologues et toxicologues.
Cependant, l'American Cancer Society estime que l'acrylamide présent dans l'alimentation n'est probablement pas associé à un risque de développer un cancer, au moins pour les cancers les plus communs.
En 2015, l’Autorité européenne de sécurité des aliments (EFSA) a conclu que l’acrylamide dans les aliments « accroît potentiellement le risque de développement d’un cancer pour les consommateurs de tous les groupes d’âge» ». Un rapport publié par SumOfUs, organisation internationale d’alerte sur la consommation, révèle que les taux d’acrylamide dans de nombreux produits alimentaires sont très supérieurs aux recommandations. C’est ainsi qu’il a été détecté dans du café instantané vendu en Belgique un taux d'acrylamide 42 fois plus élevé que la recommandation officielle.

## Concentration dans la nourriture
La consommation quotidienne de la nourriture contaminée par l'acrylamide est estimée à 1 µg/kg masse corporelle /jour pour la population générale et à 4 µg/kg masse corporelle /jour pour les gros consommateurs.
En abaissant le pH dans les chips de maïs ou les frites par l'addition d'acide citrique avant de les mettre au four, le niveau d'acrylamide est réduit (jusqu'à 80 %). La solution d'acide citrique ou d'acide acétique arrive à extraire les précurseurs de la pomme de terre.
| Nourriture                                                                             | Concentration (µg/kg) |
| -------------------------------------------------------------------------------------- | --------------------- |
| Chips (2e source d'exposition en Suède, avec 12 % du total de l'apport alimentaire)    | 752                   |
| Café (grain)                                                                           | de 130 à 2 100        |
| Litre de café (prêt à consommer) (1re source d'exposition en Suède avec 54 % du total) | de 23 à 390           |
| Pain                                                                                   | 446                   |
| Biscuits                                                                               | 350                   |
| Frites                                                                                 | 334                   |
| Thé vert torréfié                                                                      | 306                   |
| Pomme de terre au four                                                                 | 169                   |
| Fruits séchés                                                                          | 131                   |
| Céréales                                                                               | 96                    |
| Condiments et sauces                                                                   | 71                    |
| Légumes frais                                                                          | 59                    |
| Noix et grains                                                                         | 51                    |
| Fruits de mer                                                                          | 25                    |
| Viande                                                                                 | 19                    |
| Pomme de terre bouillie                                                                | 16                    |
| Pâte bouillie                                                                          | 15                    |
| Boissons alcoolisées                                                                   | 6,6                   |
| Lait et produits laitiers                                                              | 5,8                   |
| Légumes bouillis                                                                       | 4,2                   |
| Fruits frais                                                                           | 0,8                   |

## Effets sur l'humain
En 2002, alors que les données d'exposition manquaient, la Commission européenne a entamé un recueil des données d'occurrence de taux d'acrylamide dans les aliments, tâche ensuite confiée à l'Autorité européenne de sécurité des aliments (AESA) en 2006, en collaboration avec les États membres.
La substance est considérée comme pouvant avoir des effets sur le système nerveux, en entraînant des lésions du système nerveux périphérique.
Une étude, financée par l'UE a montré une association positive entre un taux élevé d'acrylamide dans le sang et le développement du cancer du sein. Les auteurs soulignent le fait que leur étude ne prouve pas l'existence d'un lien direct entre l'acrylamide présent dans les aliments et le cancer, mais ils évoquent toutefois cette possibilité, qui doit être confirmée par des travaux plus approfondis.

## Effets sur l'environnement
Cinétique environnementale et comportement : 
- selon les données disponibles, l'acrylamide est biodégradable et il ne s'accumule ni dans l'environnement ni dans la chaîne alimentaire ;
- certains micro-organismes sont capables de dégrader l'acrylamide de façon anaérobique ou aérobique avec ou sans lumière. Le genre Rhodococcus par exemple, convertit le monomère d'acrylamide en acide acrylique, une substance moins toxique. Cependant la dégradation significative nécessite un minimum de quelques jours. La dégradation complète de l'acrylamide peut prendre des jours, des semaines ou des mois, en fonction de la quantité de micro-organismes dans le milieu aqueux. En condition aérobie, la demi-vie de l'acrylamide dans les rivières est de 55 à 70 heures, légèrement plus courte que celle dans l'eau de mer ou dans un estuaire.

Dans plusieurs pays, en vue de maintenir une limite de 0,25 μg l−1 d'acrylamide dans l'eau potable, la concentration de monomère d'acrylamide dans le polyacrylamide utilisé pour le traitement d'eau est limitée à 0,05 % (0,5 g/kg). Si le polyacrylamide est utilisé pour l'emballage des aliments, la concentration est limitée à 0,2 % (2 g/kg).

### Limiter l'exposition à l'acrylamide en prévenant la formation d'acrylamide
Un adulte consommerait en moyenne 0,4 μg (millionième de gramme) d'acrylamide par kilogramme de masse corporelle chaque jour. Sans certitudes, les chercheurs conseillent toutefois d'en diminuer la quantité ingérée.
Pour cela, il est recommandé de :
- réduire le temps de friture, la majeure partie de l'acrylamide se formant en effet durant les dernières minutes de cuisson ;
- éviter de consommer les aliments carbonisés ou frits ou rôtis à des températures égales ou supérieures à 120 °C ;
- préférer les aliments gros et épais qui contiennent proportionnellement moins d'acrylamide (mais qui doivent cuire plus longtemps pour être cuits à cœur) ;

Nota : la lécithine contenue dans le soja ou le jaune de l'œuf réduirait la formation d'acrylamide dans une recette.
Pour les pommes de terre : 
- choisir une variété de pomme de terre qui contient moins d'asparagine et de sucres ;
- ne pas les conserver au réfrigérateur, car cela favorise la synthèse de précurseurs de la réaction de Maillard ;
- les fertilisants à base d'azote sont aussi générateurs de précurseurs de la réaction de Maillard ;
- ne pas consommer des pommes de terre qui ont germé ou qui sont devenues verdâtres.

Pour le café, on constate de forte variation (Un Arabica brésilien a été mesuré à 131 µg/kg et 23 µg/L alors qu'un Robusta ivoirien contenait environ 2 191 µg/kg et 390 µg/L), néanmoins on peut retenir :
- les arabicas ont une teneur plus faible que les robustas ;
- les fortes torréfactions réduisent la teneur en acrylamide.

La Confédération des industries agroalimentaires (CIAA) a publié et met à jour périodiquement une « Acrylamide Toolbox » (boîte à outils), à partir des connaissances disponibles, pour aider l'industrie alimentaire à volontairement réduire les taux d'acrylamide des aliments.

## Toxicologie

### Toxique «environnemental»
L'acrylamide a d'abord été identifié comme toxique chimique industriel très réactif, notamment présent dans la fumée du tabac. La neurotoxicité de l'acrylamide chez l'humain a été révélée via des cas d'expositions accidentelles ou professionnelles à des taux élevés de ce produit. L'acrylamide est par ailleurs un carcinogène et reprotoxique connu (sur l'animal de laboratoire). Les données le concernant relèvent pour partie du secret d'affaire (« trade secrets ») aux États-Unis, ce qui pourrait freiner son évaluation écotoxicologique et en matière de santé environnementale.

### Toxique alimentaire

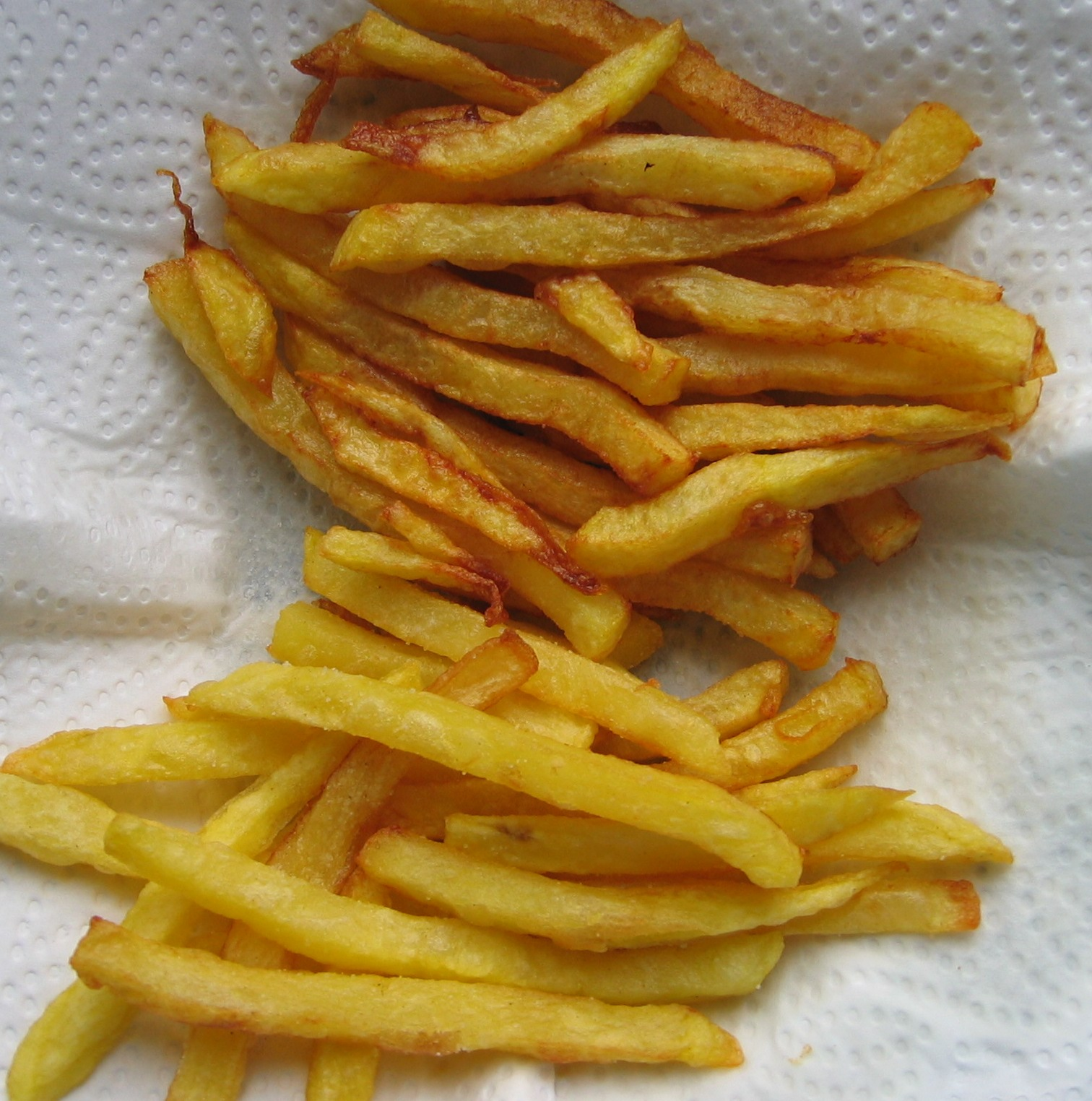
Des températures trop élevées et une cuisson trop longue augmentent le taux d'acrylamide dans les frites

Des chercheurs suédois, en 2002, ont les premiers montré sa présence dans l'alimentation humaine.
L'ex-Comité scientifique de l'alimentation humaine (CSAH) a émis un avis sur l'acrylamide en 2002, puis une 1re étude a été publiée sur l'acrylamide dans les aliments. D'autres études ont été financées par l'UE.
L'acrylamide est l'un des produits à risque étudiés par le groupe scientifique sur les contaminants de la chaîne alimentaire (CONTAM) de l'Autorité européenne de sécurité des aliments (AESA), après avoir fait l'objet d'un rapport du Comité mixte FAO/OMS d'experts des additifs alimentaires.
Une étude récente (des universités de Reading et de Leeds) a confirmé que les processus industriels actuels (trempage de la frite dans du glucose avant cuisson) entrainent bien la formation d'acrylamide à l'intérieur des frites, et que les pommes de terre traitées avec du glucose après avoir été portées à des températures élevées « produisent » bien de l'acrylamide, le phénomène ayant même été modélisé (prédiction possible du taux d'acrylamide selon les modalités de préparation des frites). Cependant, selon la Food Standards Agency (FSA), l'effet cancérigène de l'acrylamide, aux doses où il est présent dans les aliments doit encore être démontré. La FSA a lancé plusieurs études sur la formation d'acrylamide et les moyens de la réduire dans les aliments,. Une des pistes étudiées est la réduction en amont des précurseurs (asparagine et sucres réducteurs libres) de l'acrylamide.
Concernant l'acrylamide trouvé dans les légumes, on a montré en laboratoire dès le milieu et la fin des années 1990 que le glyphosate interagit avec le polyacrylamide en le rendant plus soluble,, ; la combinaison des deux produits facilitant leur pénétration dans les végétaux traités. Il a été récemment montré, d'autre part que la chaleur et la lumière contribuent à libérer de l'acrylamide à partir du polyacrylamide. La prudence été conseillée par les biologistes en matière de mélange de ces deux molécules.

### Aspect biochimique: ADME (absorption, distribution, métabolisme et excrétion)
L'acrylamide est rapidement absorbé et distribué dans le corps de l'animal et concentré dans le sang avec une demi-vie de deux heures. L'acrylamide est biotransformé par conjugaison au glutathion avant sa dégradation. Les métabolites excrétés dans l'urine ne sont pas toxiques et représentent 90 % d'acrylamide absorbé. 
En 2004, une étude a démontré qu'environ deux heures après avoir consommé des « croustilles de pomme de terre » contenant 938 ± 1 μg d'acrylamide, 4,5 % d'acrylamide sont retrouvés dans l'urine (étude sur trois hommes et trois femmes).

## Méthode d'analyse
La formation de l'acrylamide dans la nourriture n'est pas distribuée de façon homogène mais largement en surface. Pour cette raison, toute la portion de la nourriture doit être homogénéisée avant d'échantillonner pour l'extraction et l'analyse. 
La plupart des méthodes utilisent l'acrylamide isotopique, 2H3-AA ou 13C3-AA, comme standard interne (en). Le standard interne est ajouté avant l'extraction.
L'extraction de l'acrylamide à l'eau froide dans un rapport de 1:10 est très rapide en quelques minutes pour des échantillons hydrophiles comme les céréales, les pommes de terre. Si l'échantillon contient une matrice grasse (chocolat, beurre d'arachide, etc.), il faut l'extraire avec un solvant non polaire pour enlever la phase lipide.
L'extraction au solvant organique est une méthode alternative à l'extraction à l'eau. L'acétonitrile, le méthanol, le propanol, le mélange d'éthanol/dichlorométhane, etc. sont des exemples de solvants organiques polaires qui ont été utilisés pour extraire l'acrylamide de la nourriture. Toutefois, une hydratation de la nourriture est nécessaire pour assurer une extraction efficace.
L'acrylamide est dérivé en 2,3-dibromopropionamide pour une meilleure sensibilité. La bromation de l'acrylamide se fait à 5 °C pendant une nuit. Le dérivé bromé est extrait dans l'acétate d'éthyle et séché avec du sulfate de sodium puis concentré par évaporation du solvant.
L'analyse par chromatographie en phase gazeuse couplée à la spectrométrie de masse (GC-MS) directement sans dérivation a donné des résultats plus élevés à cause de l'acrylamide formée lors de l'analyse. La formation de l'acrylamide supplémentaire est causée par la présence du précurseur de l'acrylamide.
L'analyse par GC-MS avec dérivation peut donner une limite de quantification (LOQ) jusqu'à 5 µg/kg.
L'acrylamide est un faible chromophore UV. La chromatographie en phase liquide par UV (LC-UV) est idéale pour l'analyse de la nourriture qui a un niveau élevé en acrylamide comme les nouilles instantanées et les produits de pomme de terre. La LC-UV est aussi utilisée pour analyser les résidus d'acrylamide dans le polyacrylamide, dans le sol ou dans d'autres échantillons environnementaux.
En LC-MS/MS par électronébuliseur, un nettoyage de l'extrait aqueux à l'aide d'une cartouche SPE est nécessaire pour enlever les interférences. Trois principaux pics sont observés : m/z 72 (ion moléculaire), m/z 55 (perte de NH3) et m/z 27 (perte de NH3 et de C=O). Le pic le plus intense, l'ion m/z 55, est utilisé pour la quantification. Pour l'identification, le spectre de l'échantillon est comparé avec celui du standard à une énergie d'ionisation de 10 eV et de 20 eV. La limite de détection (LOD) peut descendre jusqu'à 3 µg/kg et la limite de quantification (LOQ), jusqu'à 10 µg/kg. Le domaine de linéarité est de 10–10 000 µg/kg.